# Secteur pastoral des Trois-Vallées-Arpajon
Le secteur pastoral des Trois-Vallées-Arpajon est une circonscription administrative de l'église catholique de France, subdivision du diocèse d'Évry-Corbeil-Essonnes.

## Histoire
Le synode diocésain de 1987 a modifié le statut du doyenné en secteur pastoral. En 2010, les limites du secteur ont été modifiées.

## Organisation
Le secteur pastoral des Trois-Vallées-Arpajon est rattaché au diocèse d'Évry-Corbeil-Essonnes, à l'archidiocèse de Paris et à la province ecclésiastique de Paris. Il est situé dans le vicariat Sud-Ouest et la zone verte du diocèse.

### Paroisses suffragantes
Le siège du doyenné est fixé à Arpajon. Le secteur pastoral des Trois-Vallées-Arpajon regroupe les paroisses des communes de:
- Arpajon,
- Avrainville,
- Boissy-sous-Saint-Yon,
- Breuillet,
- Breux-Jouy,
- Bruyères-le-Châtel,
- Égly,
- La Norville,
- Mauchamps,
- Ollainville,
- Saint-Germain-lès-Arpajon,
- Saint-Sulpice-de-Favières,
- Saint-Yon,
- Souzy-la-Briche.

### Prêtres responsables
| Période                                  | Période                   | Identité | Fonction précédente | Observation |
| ---------------------------------------- | ------------------------- | -------- | ------------------- | ----------- |
| 2011                                     | Identité= Grégoire AKAKPO | -        |                     | -           |
| Les données manquantes sont à compléter. |                           |          |                     |             |

## Patrimoine religieux remarquable
- Église Saint-Clément à Arpajon ;
- Église Sainte-Marie à Avrainville ;
- Église Saint-Thomas-Becket à Boissy-sous-Saint-Yon ;
- Église Saint-Didier à Bruyères-le-Châtel ;
- Église Saint-Pierre-Saint-Paul à Égly ;
- Église Saint-Denis à La Norville ;
- Église Saint-Jean-Baptiste à Mauchamps ;
- Église Saint-Germain à Saint-Germain-lès-Arpajon ;
- Église Saint-Sulpice à Saint-Sulpice-de-Favières ;
- Église Saint-Yon à Saint-Yon.

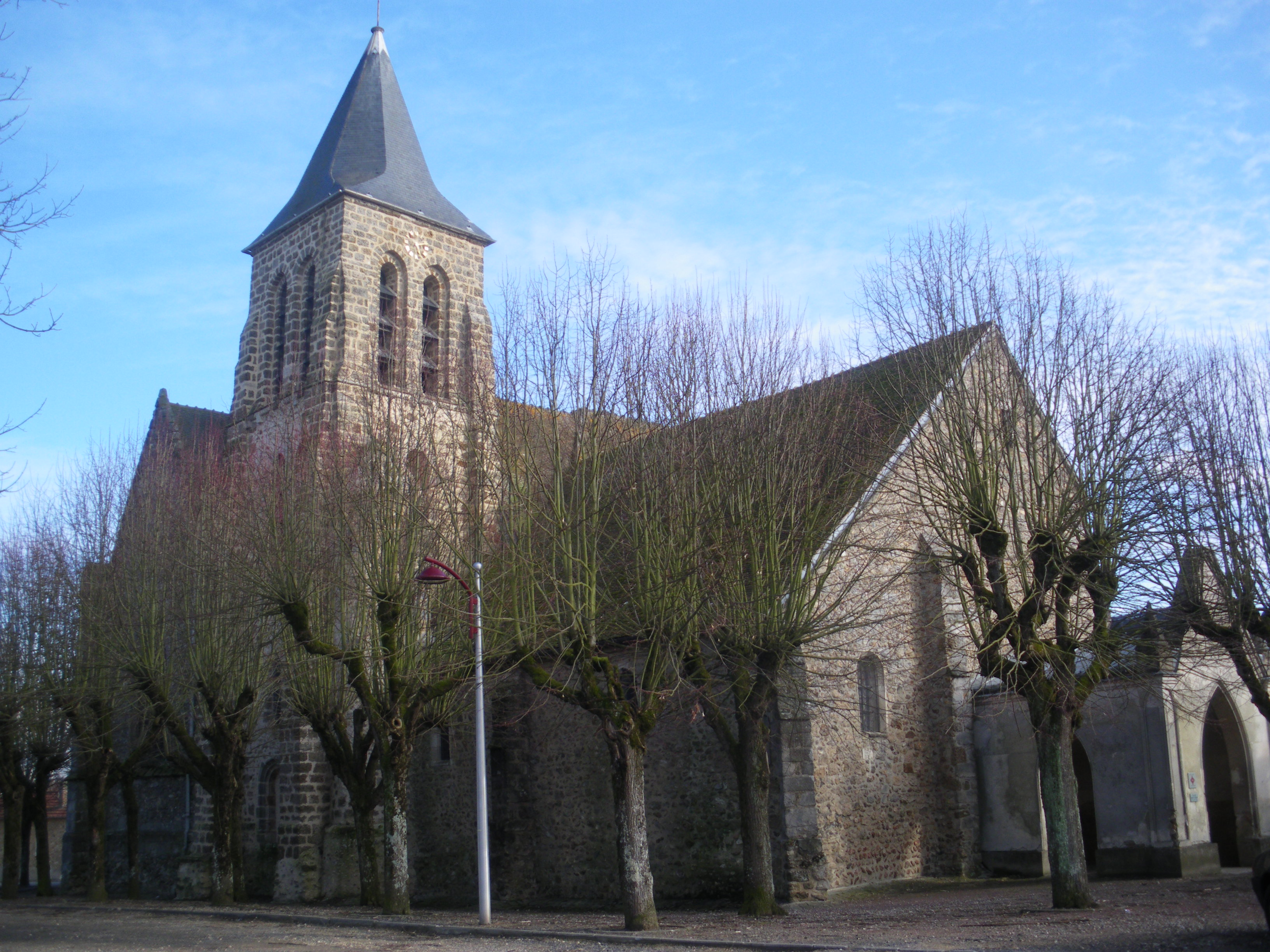
L'église Saint-Didier de Bruyères-le-Châtel.

## Pour approfondir

## Sources
1. ↑  « Carte du découpage en secteurs sur le site du diocèse. »(Archive.org • Wikiwix • Archive.is • Google • Que faire ?) Consulté le 10/08/2010.